# Гълъбово (област Смолян)
Вижте пояснителната страница за други значения на Гълъбово.
Гълъбово е село в Южна България. То се намира в община Баните, област Смолян.

## География
Село Гълъбово се намира в Родопите, Смолянска област, община Баните. Разположено е в североизточната част на Смолянска област и част от община Баните. Селото се намира на 12 км от общинския център – Баните, на 64 км от Смолян, на 140 км от Пловдив, на 70 км от Кърджали. Надморската му височина е в границата от 400 до 1309 м. Климатът се характеризира с умерено прохладно лято и умерено студена, слънчева зима.
През селото минава и екопътека към Дяволския мост, която е дълга около 12 км и минава през поредица природни забележителности, за да стигне до Дяволския мост, където свършва маршрутът. Тя преминава през югоизточната част на село Гълъбово. Марушрутът минава и през една от най-старите къщи в село Гълъбово – къщата на Гълъб Латев Илъков. Намира се в южната част на селото. Тя е най-старата къща, запазена от XIX век в родопския край. Къщата представлява интерес с архитектурата си и своята издръжливост на напора на времето. В нея са скрити тайни от три столетия. Не е подлежала на реставрации и ремонти, най-вероятно заради градежа си – каменна зидария, укрепена с така наречените „кьошеци“ (дървени греди, поставени хоризонтално). Имотът е заграден с каменен дувар, така наречената „грамада“. Покривът е от плоски камъни – „тикли“, типичен за родопската къща. След като се насладите на тази забележителна постройка, продължавате към крайната си цел – Дяволския мост. Също така има изградени – беседка, огнище, няколко чешми и дървени пейки с маси, за отдих и почивка на туристите.

## Религии
Изповядваната религия в селото е ислям, но има и християни, които са малко на брой.